# 德維列齊 (克列梅涅茨區)
50°1′48″N 25°38′23″E / 50.03000°N 25.63972°E
德維列齊（烏克蘭語：Двірець），是烏克蘭的村落，位於該國西部捷爾諾波爾州，由克列梅涅茨區負責管轄，始建於1686年，面積0.69平方公里，2001年人口188，人口密度每平方公里270.9人。